# Peter Rigler

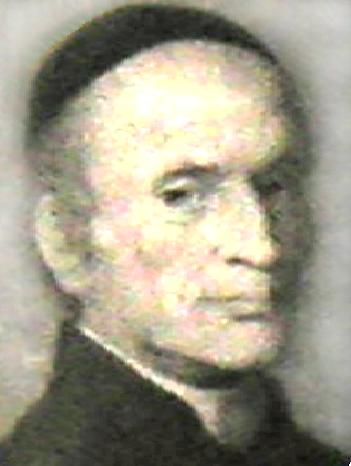
Peter Paul Rigler

Peter Paul Rigler (ur. 28 czerwca 1796 w Sarentino, zm. 6 grudnia 1873 w Bolzano) – reorganizator zakonu krzyżackiego.
W 1818 r. przyjął święcenia kapłańskie. W latach 1819–1854 był profesorem teologii moralnej i pastoralnej w seminarium duchownym w Trydencie. Przez 2 lata pełnił także funkcję rektora tej placówki. W 1841 r. wstąpił do zakonu krzyżackiego.

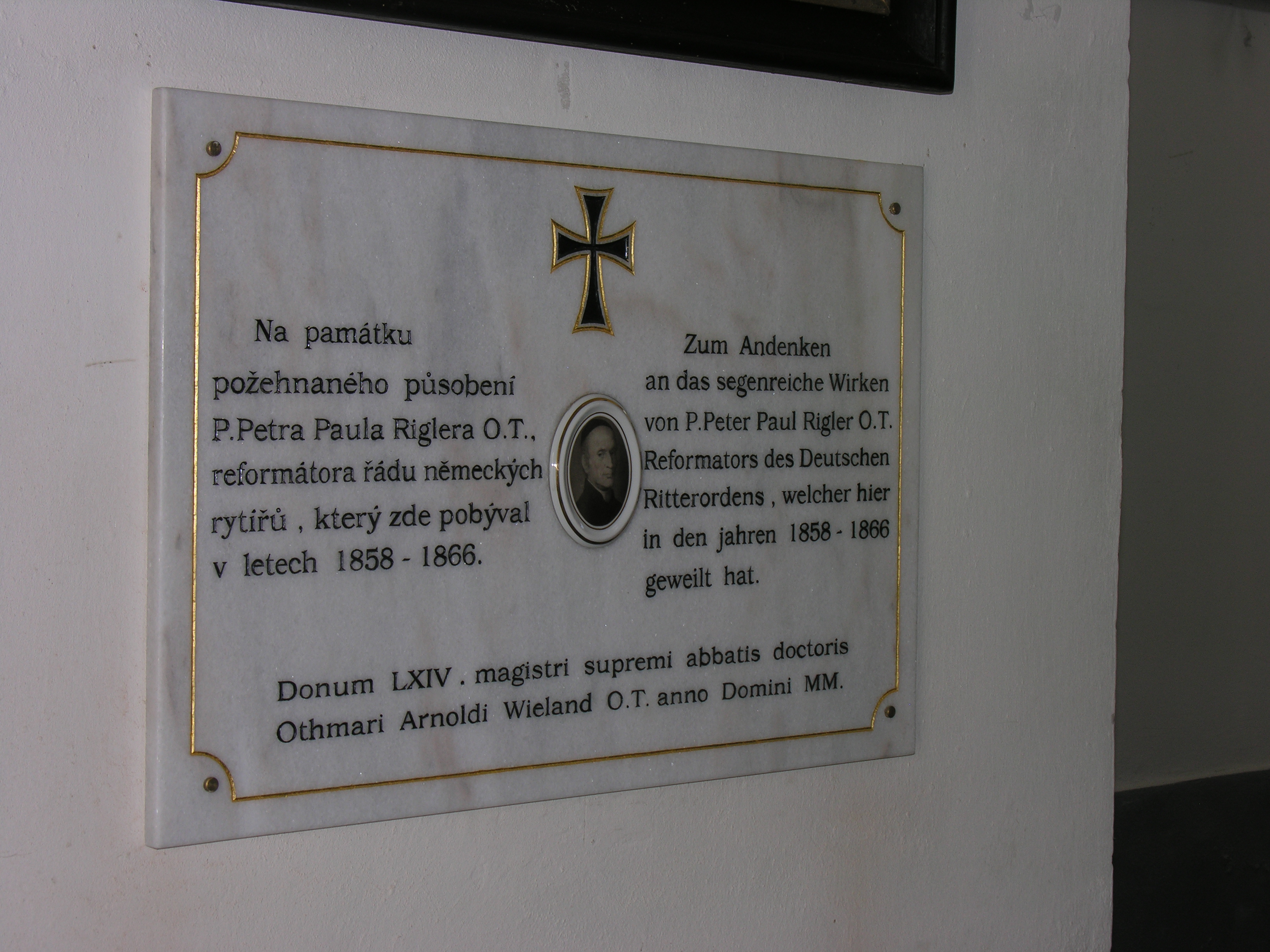
Tablica pamiątkowa w kościele na zamku Sovinec

Był założycielem i przeorem konwentu w Lanie. Zreorganizował siostry zakonu krzyżackiego (reguła zatwierdzona w 1854 r.), a następnie gałąź męską (reguła zatwierdzona w 1871 r.). Zapoczątkował w ten sposób przekształcenie Krzyżaków z zakonu rycerskiego w zakon skupiający kler.
Peter Rigler zmarł w opinii świętości.